# Trayce Thompson
Trayce Nikolas Thompson (Portland, 15 marzo 1991) è un giocatore di baseball statunitense con cittadinanza britannica che gioca nei ruoli da esterno per i Los Angeles Dodgers della Major League Baseball (MLB).

## Biografia
È fratello minore del cestista pluricampione NBA Klay Thompson e del cestista Mychel Thompson, nonché figlio dell'ex cestista Mychal Thompson. Le origini bahamensi del padre gli permisero di scendere in campo al World Baseball Classic con la nazionale britannica.

## Carriera

### Gli inizi
Frequentò la Santa Margarita Catholic High School di Rancho Santa Margarita, California. Inizialmente si dichiarò per giocare a baseball presso l'Università della California - Los Angeles (UCLA), ma nel giugno 2009 venne selezionato dai Chicago White Sox al secondo giro del draft MLB 2009 e iniziò così la propria carriera minors anziché iniziare quella universitaria.

### Chicago White Sox
Dopo aver compiuto tutta la trafila nelle leghe minori, Thompson venne promosso nel roster dei Chicago White Sox il 3 agosto 2015. Il giorno seguente debuttò in MLB nella sconfitta contro i Tampa Bay Rays. L'11 agosto segnò il suo primo fuoricampo in MLB in occasione della vittoria sui Los Angeles Angels of Anaheim.

### Los Angeles Dodgers
Al termine della stagione 2015, il 16 dicembre, Thompson venne ceduto (insieme a Micah Johnson e Frankie Montas) ai Los Angeles Dodgers come parte di uno scambio a tre squadre che mandò Todd Frazier ai White Sox e José Peraza, Brandon Dixon e Scott Schebler ai Cincinnati Reds. Nella prima annata con i losangelini giocò 80 partite, battendo .225 con 13 fuoricampo e 32 punti battuti a casa. Il 16 luglio venne inserito in lista infortunati per un dolore alla schiena, ma esami rivelarono successivamente la presenza di fratture alla schiena, le quali non gli consentirono di tornare in campo in stagione. Rientrò solamente l'anno seguente, in cui disputò 95 partite con gli Oklahoma City Dodgers a livello Triplo-A e solo 27 partite con i Los Angeles Dodgers in MLB.

### Oakland Athletics
Il 5 aprile 2018 venne ingaggiato dagli Oakland Athletics. La sua presenza nella franchigia tuttavia durò pochissimo, visto che riuscì a giocare solo 3 partite in MLB prima di essere scambiato.

### Seconda parentesi ai Chicago White Sox
Il 19 aprile 2018 i Chicago White Sox acquisirono Thompson in cambio di denaro per gli Athletics. Schierato in 48 gare di MLB nell'arco di circa due mesi, batté .116 con 3 fuoricampo e 9 RBI. Il 22 giugno venne escluso dal roster.

### Minors e ritorno in MLB con i Chicago Cubs
Dopo essere stato utilizzato in Triplo-A sia nel 2018 che nel 2019 ed essere rimasto fermo nel 2020 per via del blocco delle leghe minori a causa della pandemia di COVID-19, Thompson (che aveva iniziato in Triplo-A anche la stagione 2021) venne promosso dai Chicago Cubs il 14 settembre 2021, riprendendo dunque a giocare in MLB a più di tre anni di distanza dall'ultima partita nella "grande lega". Totalizzò 7 valide in 28 turni di battuta nell'arco di 15 incontri.

### San Diego Padres
Il 13 marzo 2022 Thompson firmò un contratto di minor league con i San Diego Padres. In MLB giocò 6 partite tra la fine di aprile e i primi giorni di maggio, con una valida in 16 turni di battuta.

### Los Angeles Dodgers
Il 19 maggio 2022 siglò un altro contratto di minor league, questa volta con i Detroit Tigers, con cui però non scese mai in campo se non a livello Triplo-A con la squadra affiliata dei Toledo Mud Hens. Il 20 giugno i Tigers scambiarono Thompson ai Los Angeles Dodgers in cambio di denaro. Aggiunto al roster attivo sin da subito, vi rimase per tutto il resto della stagione, durante la quale mise a segno 13 fuoricampo e 39 punti battuti a casa, con una media battuta di .268 in 74 partite. Il 13 gennaio 2023 rinnovò il suo contratto con i Dodgers per un anno, con uno stipendio di 1,45 milioni di dollari.